# Rue Lonhienne
La rue Lonhienne est une rue du centre de Liège reliant le boulevard de la Sauvenière et la rue Lambert-le-Bègue.

## Odonymie
La rue rend hommage à Pierre Lonhienne (1750-1827), militaire et homme politique qui légua un tiers de sa fortune aux hospices de Liège.

## Histoire
La rue est percée en 1856, quelques années après l'assèchement complet de la Sauvenière et la création du boulevard homonyme. Cette rue relie donc le boulevard de la Sauvenière à l'ancienne rue Sur-la-Fontaine datant sans doute du XIe siècle.

## Architecture
Si le côté sud (numéros pairs) de la rue est constitué de deux longs immeubles modernes à appartements de cinq étages, le côté nord conserve un ensemble de maisons construites pendant le dernier tiers du XIXe siècle et le début du XXe siècle. Parmi celles-ci, l'immeuble de coin (no 17) avec la rue Sur-la-Fontaine possède onze sgraffites de style Art nouveau.

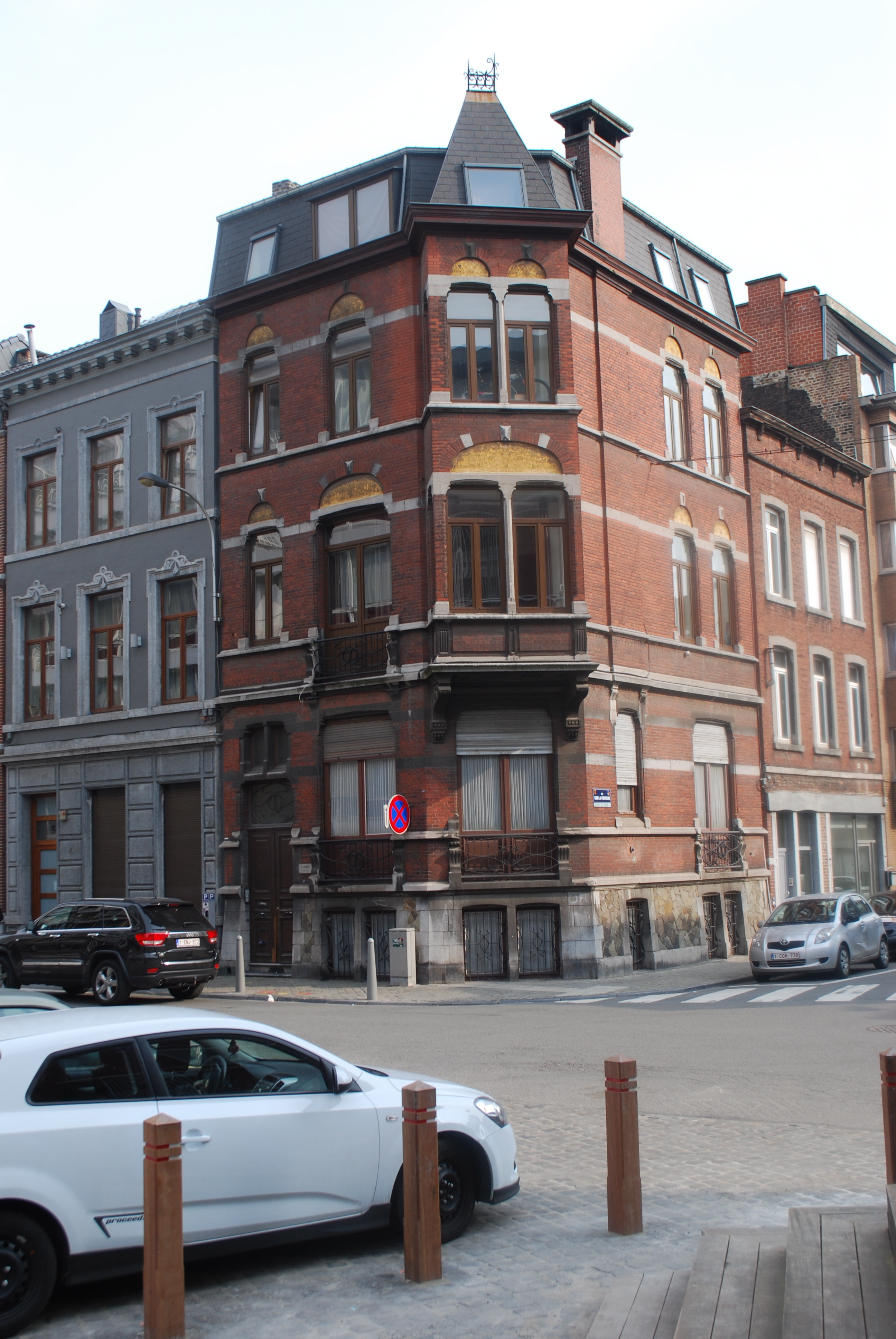
Rue Lonhienne, 17

## Voies adjacentes
- Boulevard de la Sauvenière
- Rue Sur-la-Fontaine
- Rue Lambert-le-Bègue
- Rue Joseph Jaspar

### Source et bibliographie
- Yannik Delairesse et Michel Elsdorf, Le nouveau livre des rues de Liège, Liège, Noir Dessin Production, 2008, 512 p. (ISBN 978-2-87351-143-2 et 2-87351-143-5, présentation en ligne), page 314